# Arthur Pryor
Arthur Willard Pryor, född 22 september 1870 i Saint Joseph, Missouri, död 18 juni 1942 i West Long Branch, New Jersey, var en amerikansk trombonist och orkesterledare.
När Pryor växte upp bodde familjen i samma hus som en teater i Saint Joseph. Fadern var orkesterledare och de tre sönerna spelade instrument. Pryors bröder kom senare att ingå i hans orkester. 1888 började Pryror spela i Liberati Band och ledde 1889–1892 Stanley Opera Company i Denver, Colorado. Därefter blev han medlem i John Philip Sousas orkester och var Sousas biträdande dirigent fram till 1903, då han bildade det egna Pryor Band. Orkestern turnerade flitigt 1903–1909 och gav regelbundet konserter i New Jersey och Florida fram till 1933. Enligt Pryor spelade han omkring 10 000 solon på trombon under sin karriär; första gången var med Sousa Band på världsutställningen i Chicago 1893. På 1920- och 1930-talen hördes orkestern i radioprogram i bland annat New York.
Pryor var skicklig improvisatör på piano och produktiv kompositör. Hundratals musikstycken, inklusive flera marscher och ragtime, är av hans hand. Pryor hade ett särskilt tycke för jazz, som han samtidigt beskyllde för att vara en musikalisk "parasit", eftersom den saknade originalitet och missbrukades när den beblandades med klassisk musik.